# Compagnie du chemin de fer Bayonne–Anglet–Biarritz

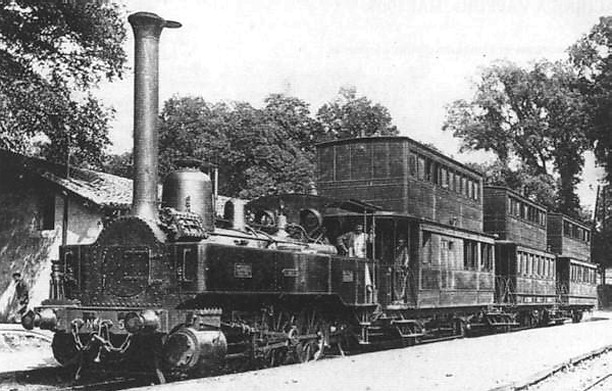
Damplokomitve und Doppelstockwagen der Bayonne–Anglet–Biarritz-Bahn

Die Compagnie du chemin de fer Bayonne–Anglet–Biarritz (BAB) stellte die erste Bahnverbindung zu dem mondänen Seebad Biarritz her, das noch in den 1870er Jahren keinen ortsnahen Bahnanschluss besaß. Die nächstgelegene Station lag etwa drei Kilometer Luftlinie südlich vom Zentrum des Badeortes in La Négresse an der 1864 eröffneten Hauptstrecke der Compagnie des Chemins de fer du Midi (Südbahn-Gesellschaft) von Bordeaux über Bayonne und Hendaye nach dem spanischen Irun. Erst am 28. Februar 1911 wurde von La Négresse, dem heutigen Bahnhof Biarritz, eine Zweigstrecke der Südbahn zum Stadtbahnhof Biarritz-Ville in Betrieb genommen, die bis 1980 regelmäßig befahren wurde.
So lag es nahe, im Interesse des starken Touristenverkehrs die Stadt durch eine Nebenbahn unmittelbar mit der Nachbarstadt Bayonne zu verbinden. Im Jahr 1877 wurde durch die Compagnie du chemin de fer Bayonne–Anglet–Biarritz (BAB) eine normalspurige Lokalbahn eröffnet, deren Dampfzügen für die acht Kilometer lange Strecke eine Fahrzeit von 15 Minuten benötigten. Je nach Tageszeit enthielt der Fahrplan einen oder zwei Züge stündlich. Die von Anatole Mallet konstruierten Zweizylinder-Verbundlokomotiven (Compound), die ersten ihrer Art in Frankreich, fanden große Beachtung in der Fachwelt. Sie fielen aber auch dem technischen Laien durch ihre Schornsteine auf, die zum Schutz der Fahrgäste auf dem Oberdeck der Personenwagen besonders lang ausgeführt waren.
Der imposante Endbahnhof in Bayonne lag an den Allées Paulmy, die Station für Anglet im nördlichen Ortsteil Cinque Cantons; in Biarritz verlängerte man 1890 die Trasse um 400 Meter ins Zentrum hinein.
Nach dem Ersten Weltkrieg wurde die Strecke mit Gleichstrom von 650 Volt Spannung elektrifiziert; gleichzeitig veränderte man die Spurweite von Normalspur auf Meterspur. Hatte man ursprünglich eine Gleisverbindung mit der Südbahn angestrebt, so plante man nun ein Zusammengehen mit den Nachbarbahnen, der Compagnie des Tramways de Bayonne au Lycée et à  Biarritz (BLB) und der Société des Voies Ferrées Départementales du Midi (VFDM).
Ein Teil dieses Vorhabens wurde im Jahr 1944 realisiert, als die beiden Netze der BAB und der (ehemaligen) BLB unter dem Dach der  Régie Départementale des Transports en Commune Bayonne–Biarritz (TCBB) vereinigt wurden. Der zeitbedingte Verkehrsrückgang konnte jedoch durch diese Zusammenfassung  und den angebotenen Taktfahrplan nicht verhindert werden. Das galt sogar für die Verbindung zwischen Bayonne und Biarritz, wo ein halbstündlicher Verkehr auf eigenem Bahnkörper störungsfrei angeboten wurde.
So stellte die TCBB den Betrieb auf dem ehemaligen BAB-Netz Ende 1952 ein; sie hatte bis zuletzt das BLB-Depot Beyris benutzt und die Gleise, die vom BAB-Bahnhof in Bayonne dorthin führten.